# Kościół Il Gesù w Genui
Kościół Il Gesù w Genui (pol. kościół Jezusa/Imienia Jezus; nazwa właściwa - chiesa dei Santi Ambrogio e Andrea – kościół Świętych Ambrożego i Andrzeja) – rzymskokatolicki kościół w Genui w dzielnicy (sestiere) Molo. Jest kościołem klasztornym, należącym do zakonu jezuitów. Wewnątrz znajdują się dwa cenne obrazy Rubensa: Obrzezanie Pańskie i Cud św. Ignacego oraz arcydzieło Guida Reniego Wniebowzięcie.

## Historia

### Kościół Sant'Ambrogio
Na miejscu obecnego kościoła istniał pierwotnie kościół Sant'Ambrogio, zbudowany przez uchodźców z Mediolanu, którzy schronili się w Genui po tym, jak ich miasto najechali w 569 roku Longobardowie pod wodzą króla Alboina. Kościół otrzymał wezwanie patrona Mediolanu, św. Ambrożego i był w latach 569–645 siedzibą biskupów Mediolanu.

### Kościół jezuicki
Obecny kościół został zaprojektowany przez jezuitę Giuseppe Valerianiego i wybudowany w latach 1589–1606. Koszty budowy sfinansował jezuita Marcello Pallavicino. Nową świątynię dedykował Imieniu Jezus, zastrzegając dla siebie i swojej rodziny prawo patronatu nad prezbiterium i jedną z kaplic. W 1637 roku została ukończona dekoracja dolnej części fasady, natomiast części górnej – dopiero pod koniec XIX wieku, z użyciem różowego kamienia z Finale Ligure i marmuru, według oryginalnego projektu. W tym samym czasie ukończono wystrój wnętrza według pierwotnego projektu Rubensa z 1622 roku. Dzwonnica pochodzi z 1928 roku.
W latach 2001–2004 w kościele wykonano zakrojone na szeroką skalę prace konserwatorskie, które objęły zwłaszcza dekoracje plastyczne.

## Wystrój wnętrza

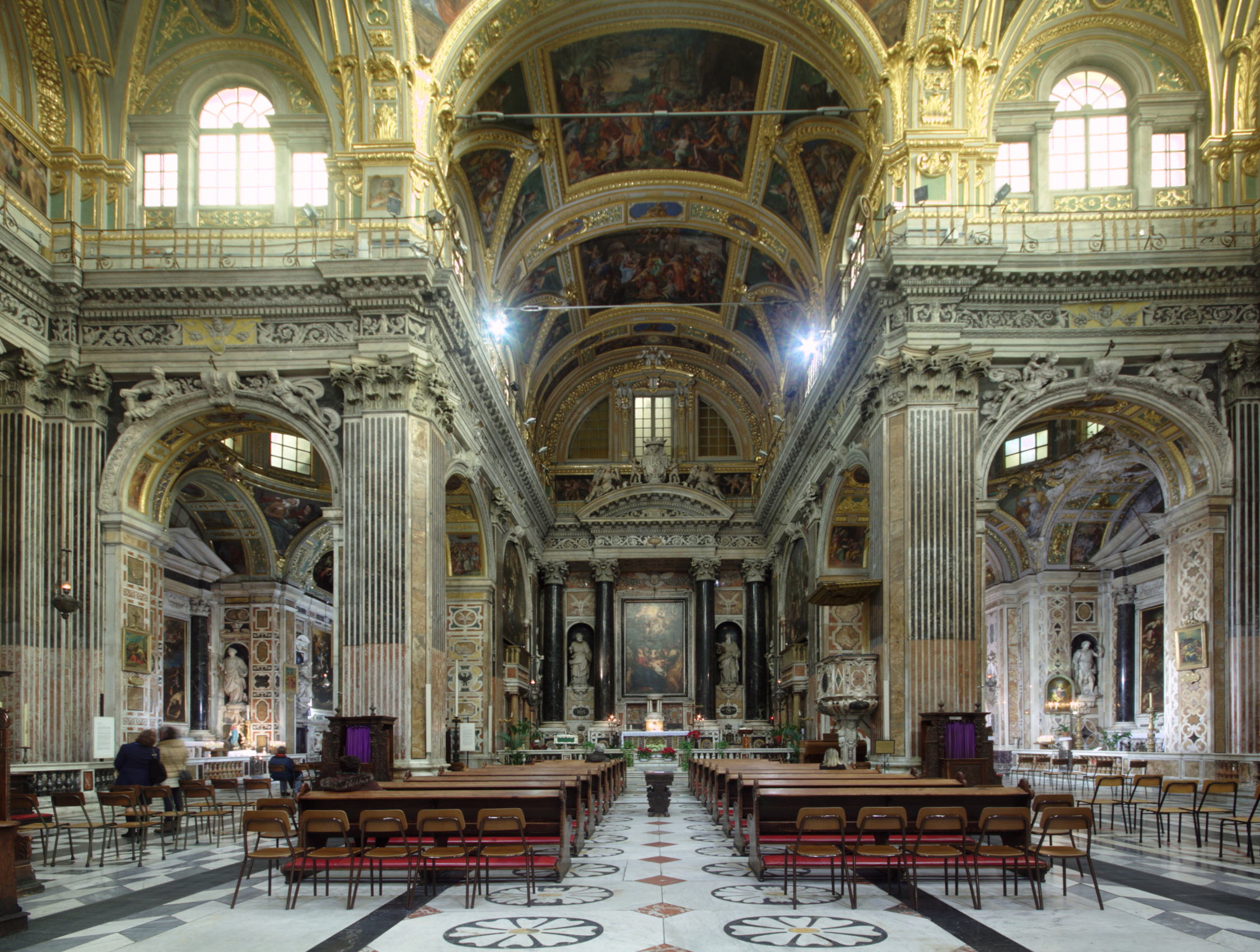
Wnętrze – widok prezbiterium

Wnętrze jest trzynawowe. W środkowej partii obszernej nawy głównej znajduje się kopuła, wsparta na filarach. Nawy boczne przebudowano na obszerne kaplice (po 3 z każdej strony), zwieńczone niewielkimi kopułami; W XVI wieku dodano dwie kaplice, zamykające nawy boczne. Filary, kaplice i ambona zostały obłożone marmurem, który pokrywa perfekcyjna polichromia. Ponad belkowaniem biegnie złocony stiuk. Pod względem wyposażenia artystycznego - zwłaszcza obrazów – kościół Il Gesù należy do najważniejszych kościołów Genui. Ścianę wewnętrzną fasady, nawę główną, transept i prezbiterium pokrywa cykl fresków, zrealizowanych w drugiej połowie XVII wieku przez Giovanniego Battistę Carlone: Zwiastowanie, Chrystus Sędzia między Matką Bożą a św. Janem Chrzcicielem, Wniebowstąpienie, Wjazd Chrystusa do Jerozolimy, Podniesienie Krzyża, Koronacja Najświętszej Maryi Panny, Wniebowzięcie Najświętszej Maryi Panny (na sklepieniu kopuły) oraz Czterej Ewangeliści (w pendentywach). Dekoracje kopuł kaplic bocznych są w dużej mierze dziełem Lorenza De Ferrari, z wyjątkiem czwartej kaplicy po prawej stronie (Sebastiano Galeotti) i pierwszej z lewej (Antonio Giolfi).
Na fasadzie wewnętrznej znajduje się empora, a w niej organy, przebudowane częściowo w XIX wieku przez flamandzkiego organmistrza Willema Hermansa. Dekoracje rzeźbiarskie empory wykonał Filippo Santacroce.

### Prezbiterium
W ołtarzu głównym znajduje się Obrzezanie Pańskie, obraz namalowany w 1604 roku przez Petera Paula Rubensa na zamówienie Marcella Pallavicina. Było to pierwsze dzieło artysty po jego przybyciu do Genui. Radykalnie zrywa ono z całą późną tradycją manierystyczną, panującą w mieście zapoczątkowując nowy język – barokowy. Rubens w postaciach przedstawionych na obrazie wyraził całą gamę ludzkich uczuć, takich jak: smutek, zdumienie, przerażenie, skupienie. Dokonany przez niego przełom był tak gruntowny, że został zaakceptowany dopiero po około dwóch dekadach. Pomiędzy czterema kolumnami stoją posągi Św. Piotr i Św. Paweł, zrealizowane przez Giuseppe Carlone. Na ścianach bocznych, w obszernych lunetach umieszczono obrazy: Rzeź niewiniątek Giovanniego Battisty Merano oraz Odpoczynek podczas ucieczki do Egiptu Domenica Pioli.

### Nawa prawa
- w zakrystii znajdują się XVI-wieczne szafy;
- I kaplica – w ołtarzu umieszczono obraz Niepokalane Poczęcie i św. Stanisław z Jezusem, autorstwa Andrei del Pozzo, flankowany posągami Św. Jan Chrzciciel i Św. Maria Magdalena, dłuta Bernarda Carlone[2];
- II kaplica – w ołtarzu jest obraz Wniebowstąpienie Guida Reniego z lat 1616–1617. Dzieło cechuje rozmach kompozycyjny – tłum apostołów rozciąga się niczym zasłona na wyimaginowanej, ukośnej osi, której początek stanowi głowa apostoła na pierwszym planie, a koniec – unosząca się, niepokalana postać Maryi. Miękkość zastosowanych kolorów dodaje lekkości całej scenerii, z której emanuje świętość: zarówno z apostołów, otaczających grób Maryi, jak i z aniołów, unoszących ją do nieba[5]. Obraz flankują posągi Św. Józef i David z pracowni Carlone;
- III kaplica – w ołtarzu jest obraz Maryje i św. Jan pod Krzyżem, dzieło Simona Voueta z lat 1621–1622, poniżej, Narodzenie, marmurowa płaskorzeźba Tommasa Orsolina, flankowana posągami Chrystus Odkupiciel i Ecce Homo, Bernarda Carlone (przypisywanymi również Francescowi Fanellemu);
- IV kaplica – ołtarz z obrazem Św. Ambroży broni dostępu do świątyni Teodozjusza pędzla Giovanniego Andrei De Ferrari flankują stojące w niszach posągi: Św. Karol Boromeusz i Św. Ambroży, dłuta Scorticone[2].

### Nawa lewa
- w ołtarzu kaplicy obok prezbiterium znajduje się obraz Św. Franciszek Ksawery (dzieło szkoły Guida Reniego). Po obu jego stronach widnieją Sceny z życia świętego Franciszka, pędzla Domenica Fiaselli, natomiast na sklepieniu – inne "Sceny z życia świętego", zrealizowane przez Valeria Castella. W niszach stoją posągi: Dziewictwo, Męstwo, Miłość i Pokora;
- I kaplica – jej ołtarz zdobi obraz Ukamienowanie św. Szczepana, pędzla Giovanniego Battisty Paggiego. Ołtarz flankują posągi Św. Wawrzyniec i Św. Wincenty, przypisywane Bernardowi Carlone[2];
- II kaplica – w jej ołtarzu znajduje się obraz Cud św. Ignacego, namalowany przez Petera Paula Rubensa około 1615 roku na zlecenie Niccolò Pallavicina. Również i w tym przypadku Rubens zastosował własne rozwiązania kompozycyjne – przestrzeń płótna, wypełniona licznymi postaciami, wyrażającymi swoje emocje i gestykulującymi, rozbudowana została w wyraźnie teatralny sposób. Mistrzowsko operując światłem i kolorystyką artysta zaakcentował postacie św. Ignacego i młodej kobiety[5]. Po bokach ołtarza stoją posągi Abraham i Dawid, dłuta Bernarda Falconiego.
- III kaplica – jej ołtarz zdobi obraz Chrzest Chrystusa pędzla Domenica Passignana;
- IV kaplica – w ołtarzu widnieje obraz Św. Franciszek Borgiasz, dzieło Andrei del Pozzo[2].

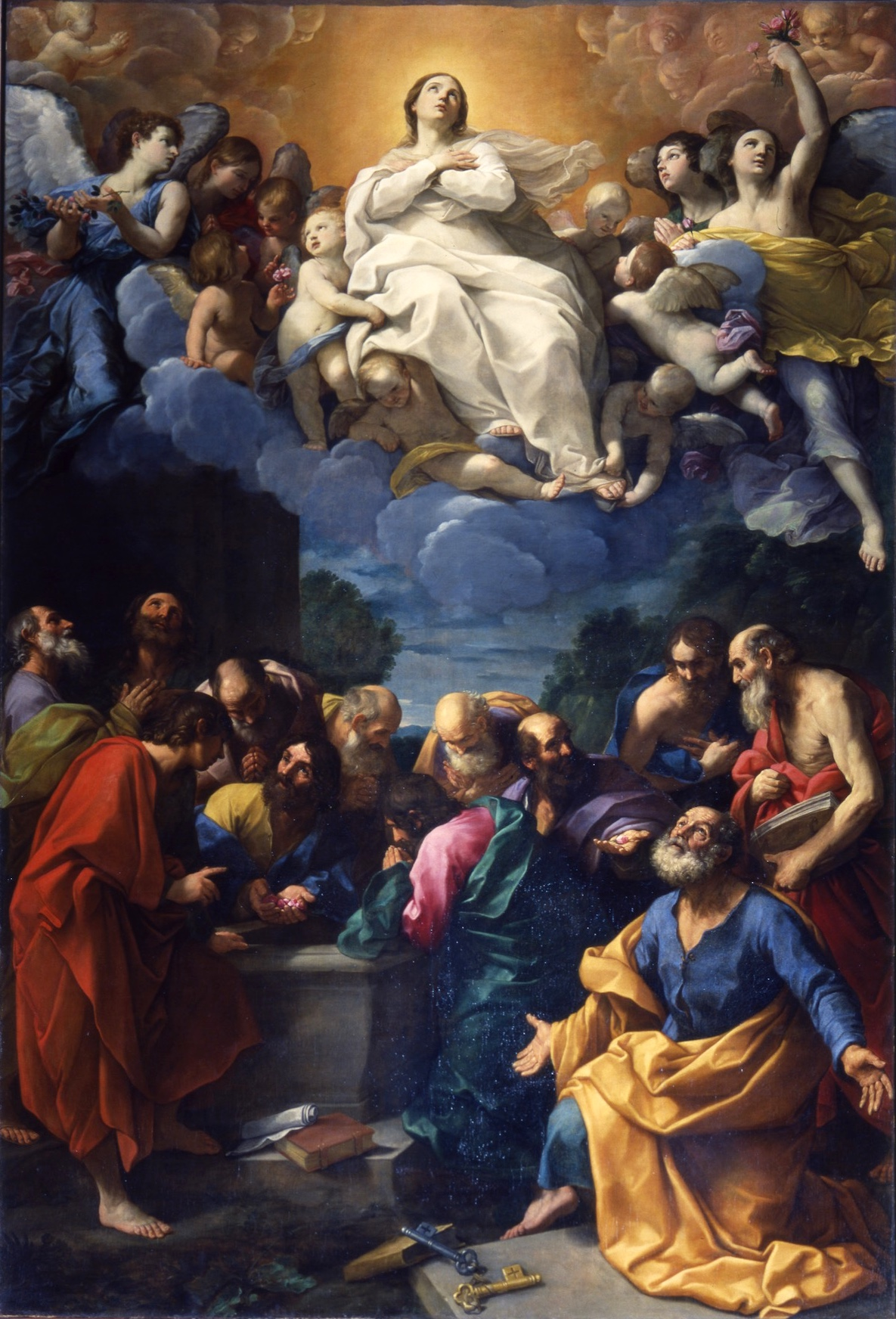
Guido Reni, Wniebowzięcie, 1616–1617
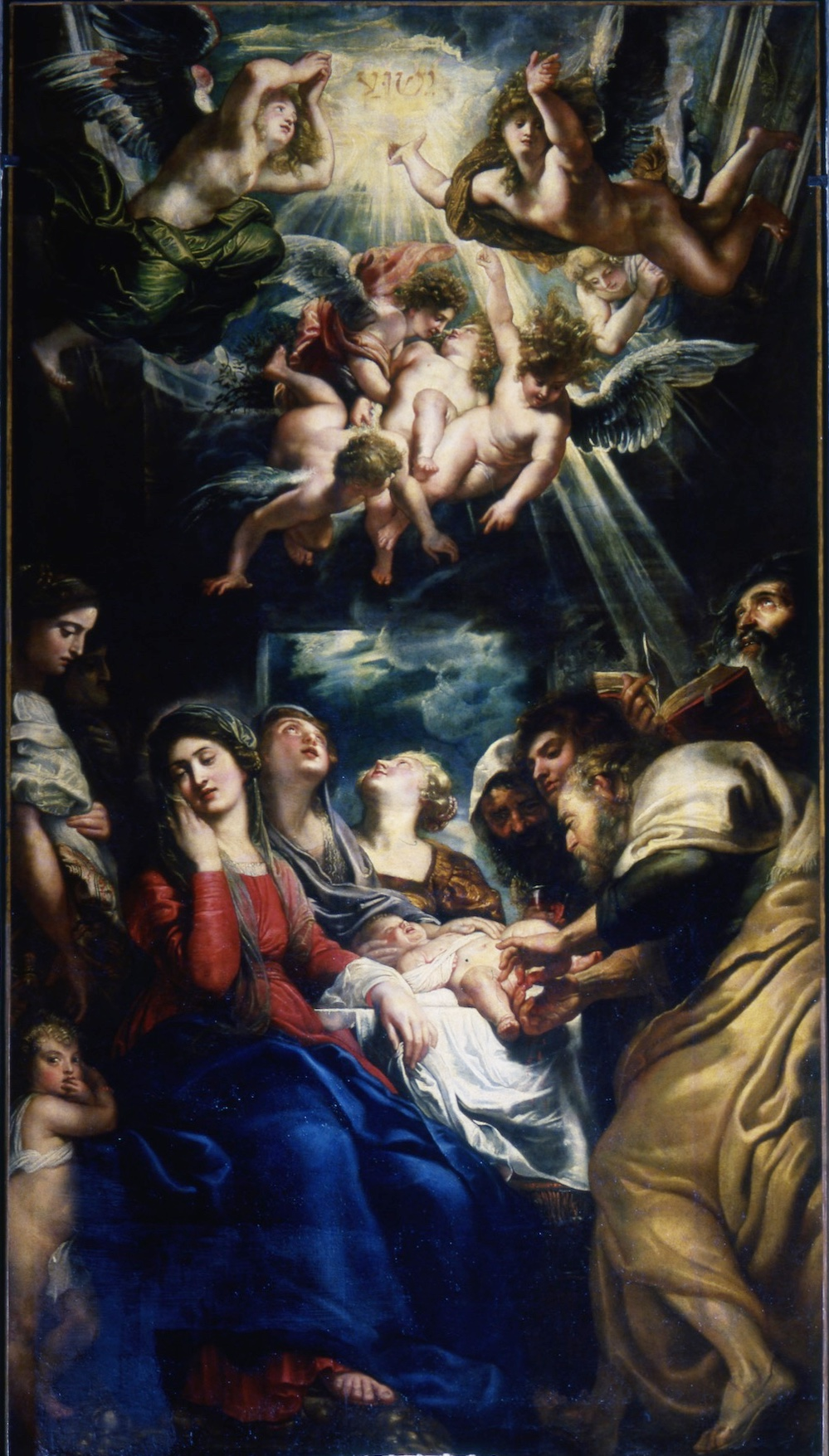
Peter Paul Rubens, Obrzezanie Pańskie, 1604
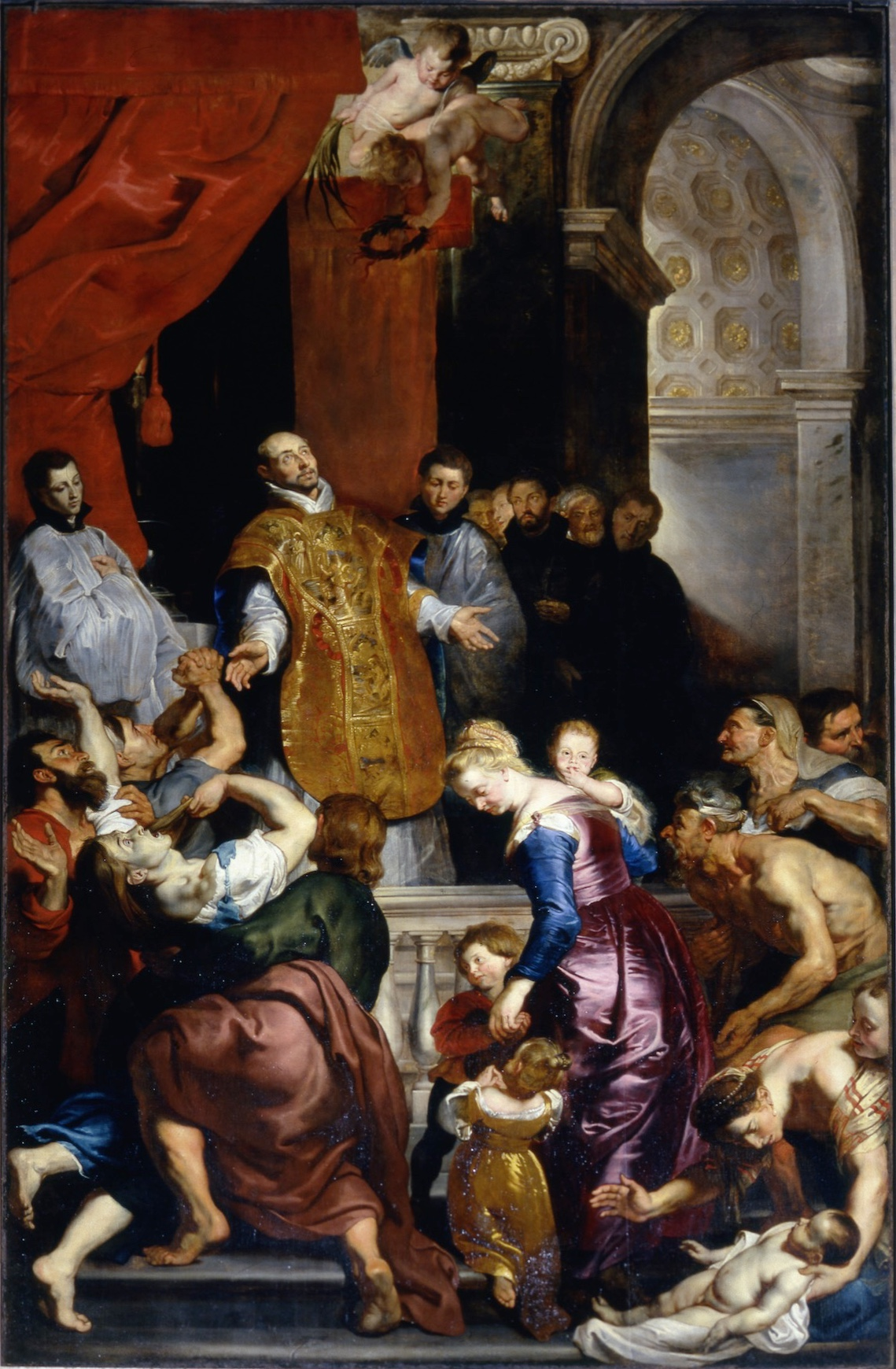
Peter Paul Rubens, Cud św. Ignacego, ok. 1615
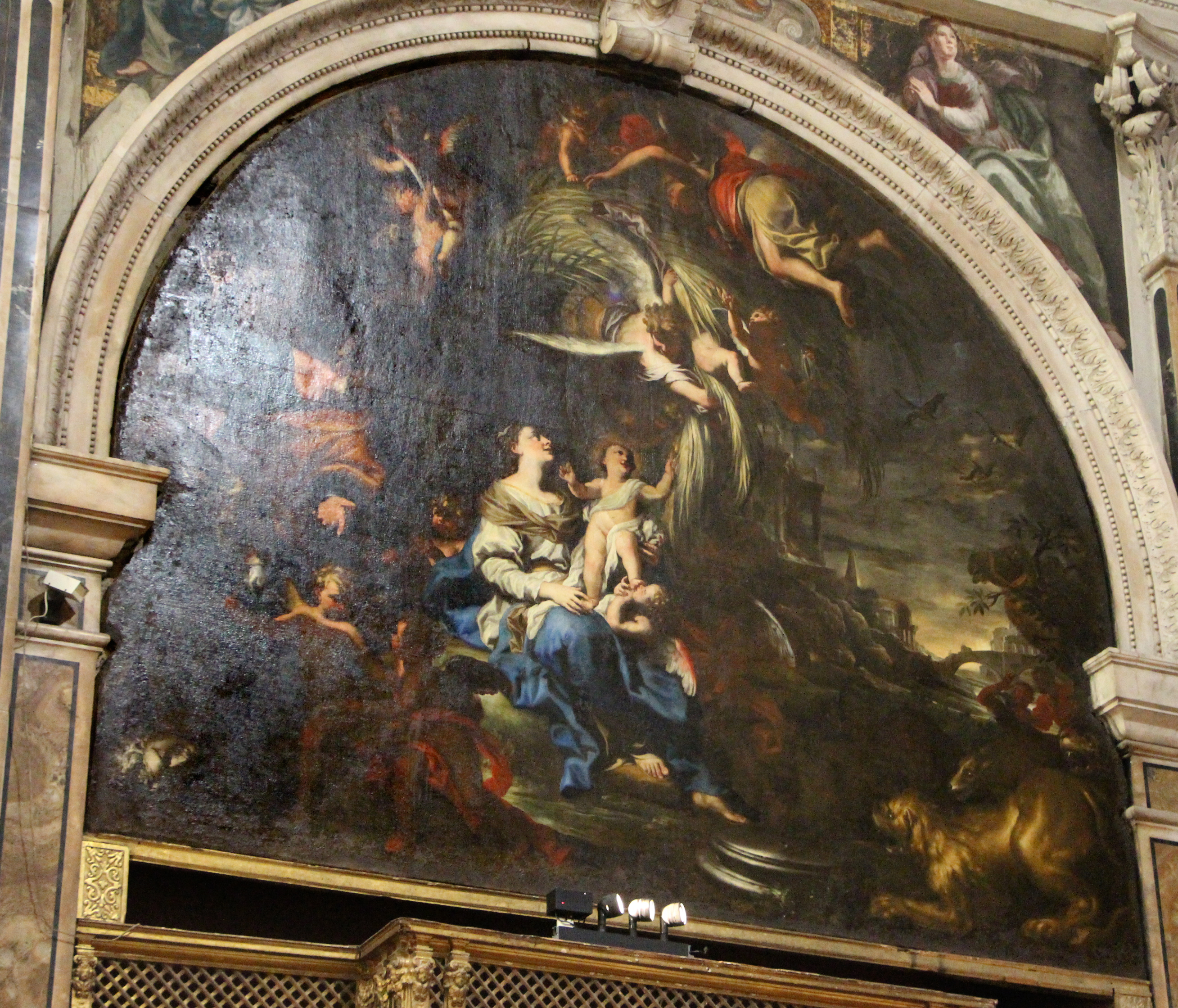
Domenico Piola, Odpoczynek podczas ucieczki do Egiptu
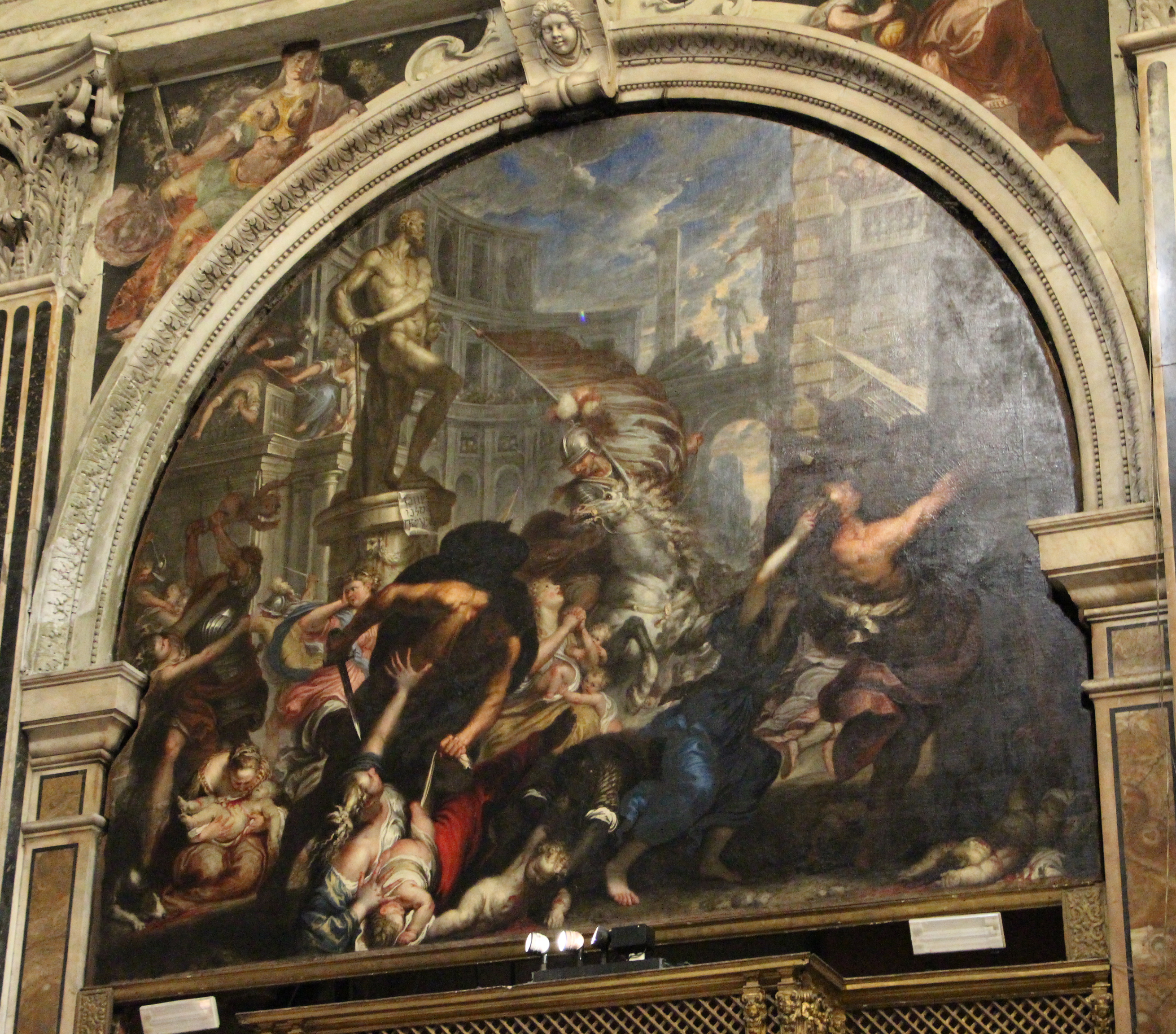
Giovanni Battista Merano, Rzeź niewiniątek
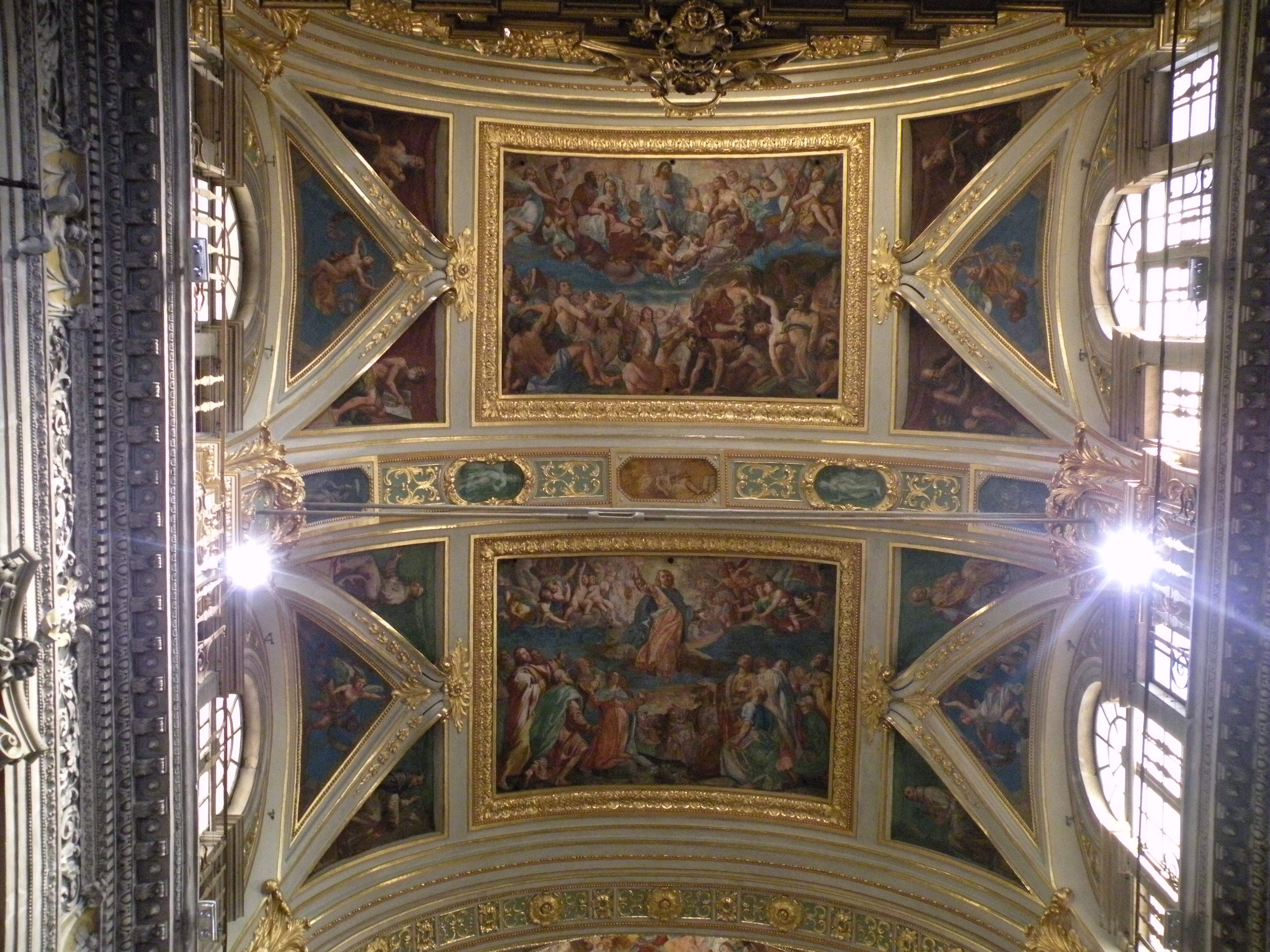
Dekoracje sklepienia